# Emilia Fernández Rodríguez
Emilia Fernández Rodríguez (Tíjola, Almeria, 13 d'abril de 1914 - Almeria, 25 de gener de 1939), coneguda com a "la Canastera", va ser la primera gitana beatificada.
D'ètnia gitana, va néixer i es va criar en les cases-cova on vivien els gitanos a la part alta del poble de Tíjola (Almeria). Va ser detinguda amb el seu marit, Juan Cortés, perquè ell s'havia negat a anar a la guerra. A ell van tancar-lo a la presó de El Ingenio, i a ella, que estava embarassada, a la presó de Gachas Colorás. A la presó, una companya li ensenya a resar. La directora li demana que delati la companya catequista, però s'hi nega i la tanquen en una cel·la d'aïllament, on es posa de part i neix la seva filla. Passa quatre dies a l'hospital i la tanquen de nou a la presó, on mor el 25 de gener de 1939. Va ser enterrada en una fossa comuna i les seves restes encara no s'han recuperat.
El 25 de març de 2017 va ser beatificada a Almeria pel cardenal Angelo Amato, prefecte de la Congregació per a les Causes dels Sants en una cerimònia celebrada al Palau d'Exposicions i Congressos d'Aguadulce (Almería), en què es van beatificar 115 màrtirs d'Almeria del segle xx.
El Departament de Pastoral Gitana de la Conferència Episcopal Espanyola va organitzar un pelegrinatge a Almeria per assistir a la cerimònia de beatificació d'Emilia Fernández. Fins ara, tan sols hi havia una persona beatificada del poble gitano, Ceferrino Gimènez Malla "el Pelé".